# 김동규 (1915년)
김동규(1915년~?)은 독립운동가 출신 조선민주주의인민공화국의 정치인이다. 광복 이후 최고인민회의 대의원을 역임했다.

## 참고 자료
- 平井久志『北朝鮮の指導体制と後継』岩波書店〈岩波現代文庫〉、2011年4月。ISBN 978-4006032166。